# Torrin Lawrence
Torrin Lawrence (né le 11 avril 1989 et mort le 28 juillet 2014) est un athlète américain spécialiste du 400 mètres.
Le 12 février 2010 à Fayetteville, Torrin Lawrence remporte le 400 m du meeting en salle Tyson Invitational en réalisant en 45 s 03 la meilleure performance mondiale de l'année 2010. Ce chronomètre constitue également la cinquième performance en salle de tous les temps sur 400 mètres.
Il meurt le 28 juillet 2014 dans un accident de la route : sur l'autoroute près de Cordele en Géorgie (États-Unis), un semi-remorque a percuté sa voiture alors en stationnement, il est éjecté du véhicule et tué sur le coup.